# Alejandro Pino Calad
Alejandro Pino Calad (Bogotá, 4 de diciembre de 1979) es un periodista deportivo colombiano que actualmente se desempeña como director de Publimetro en Colombia.

## Educación
Alejando Pino es egresado de la Pontificia Universidad Javeriana donde estudió Comunicación Social y Periodismo. En la misma institución académica cursó la maestría en Estudios Culturales. Asimismo, se desempeñó como profesor en la Universidad Externado de Colombia.

## Trayectoria
Pino ha tenido una trayectoria importante en varios medios de comunicación colombianos, iniciando en el desaparecido Diario Deportivo como jefe de redacción, mismo rol que desempeñó en la Revista Fútbol Total y en el portal Futbolred de la Casa Editorial El Tiempo. Posteriormente, trabajó en el Gol Caracol como director del portal digital, comentarista en Blu Radio, y panelista en FOX Sports Colombia.
Desde 2016 se desempeña como director de Publimetro, publicación digital y también impresa de distribución gratuita y cuenta con un programa independiente llamado La Titular.

## Denuncias
La trayectoria de Alejandro Pino se ha destacado como periodista deportivo, pero de forma particular por las denuncias de corrupción contra Ramón Jesurún y el Comité Ejecutivo de la Federación Colombiana de Fútbol en su blog llamado "Gotas de veneno". Justamente, en 2016 mientras se negociaban los derechos de televisión de Caracol Televisión para transmitir los partidos de la Selección Colombia, Pino fue despedido del canal donde era el director del portal web del Gol Caracol.
Mientras fue panelista en el programa FOX Radio Colombia siguió con su estilo periodístico de denuncia contra la cúpula del fútbol colombiano, entre ellos el escándalo de la reventa de boletas en la eliminatoria al Mundial de Rusia 2018, motivo por el que no continuó en la fusión de la marca FOX Sports a ESPN Colombia.
Asimismo, a Alejandro Pino se le acuña como el creador del término "Dimayoradas" que se ha hecho viral en las redes sociales al momento de referirse a las inconsistencias o problemas que afronta la Dimayor en la realización de sus campeonatos.